# Beneficio de inventario
El beneficio de inventario es una de las formas de aceptar una herencia gracias a la cual los aceptantes no adquieren responsabilidad personal por las obligaciones de la masa hereditaria (deudas). Estas obligaciones se cubrirán única y exclusivamente con los bienes y/o derechos de la propia masa hereditaria, sin afectar el patrimonio de los sucesores. La aceptación pura y simple, en cambio, supone la asunción de responsabilidad de las deudas por parte de los sucesores.
Para aceptar una herencia a beneficio de inventario las distintas legislaciones exigen formalidades. Lo habitual es que la manifestación de querer tomar la calidad de heredero a beneficio de inventario deba ser hecha por escrito ante un notario o escribano o ante un juez.
El inventario ha de ser fiel y exacto y debe contener todos los derechos y acciones que recaen sobre la misma. Generalmente hay plazos legales para realizar dicho inventario luego de la citación de los acreedores y legatarios. 
La herencia recibida a beneficio de inventario puede ser administrada, o bien por el heredero, o bien por otra persona. Su misión será custodiarla, liquidar el patrimonio en caso de que existan cargas en contra de la misma, administrar los bienes, pagar a los acreedores y rendir cuentas de lo realizado sobre la misma. El administrador es responsable en caso de una incorrecta administración de los bienes.

## Diferencias con la herencia pura y simple
La diferencia entre una herencia aceptada a beneficio de inventario y una herencia aceptada pura y simplemente es que, aceptando la herencia sin beneficio de inventario, el heredero se convierte en responsable de todas las deudas del fallecido, además de con los bienes de la herencia, con los suyos propios.
Con el beneficio de inventario el heredero está obligado a pagar las deudas y las demás cargas de la herencia sólo hasta donde alcanzan los bienes de la misma. Esto quiere decir que conserva, contra los bienes hereditarios, todos los derechos y acciones que tenga contra el difunto, es decir, que no se confunden los bienes particulares del heredero con los que pertenezcan a la herencia.
Con el beneficio de inventario se logra:
1. Limitar la responsabilidad como heredero, en el sentido en que esta sólo va a afectar y alcanzar hasta donde estén valorados los bienes.
2. Limitar la titularidad de la herencia conforme a los bienes que la componen no confundiéndose con los propios del heredero.
3. Conservar íntegras todas las acciones que el heredero tenía contra los bienes del difunto.
4. En el caso de que existan deudas, éstas se pagarán primero a los acreedores según el orden en que consten las deudas y se repartirán los bienes y derechos remanentes a los herederos.

## Pérdida del derecho de inventario
El beneficio de inventario se puede perder:
1. Cuando el heredero beneficiario renuncia expresamente al beneficio.
2. Cuando el heredero beneficiario pierde el beneficio por no hacer el inventario dentro del plazo fijado.
3. Cuando el heredero beneficiario realiza actos prohibidos que importan la pérdida de dicho beneficio de inventario.
4. Cuando, aun a sabiendas, se deja de incluir en el inventario alguno de los bienes de la herencia.
5. Si antes de completar el pago de las deudas, los herederos venden alguna propiedad sin autorización judicial.